# ادرسلبن
ادرسلبن (به آلمانی: Edersleben) یک شهر در آلمان است که در مانسفلد-زودهارتس واقع شده‌است. ادرسلبن ۱٬۰۳۳ نفر جمعیت دارد و ۱۳۲ متر بالاتر از سطح دریا واقع شده‌است.